# Osîpenko, Solone
Osîpenko (în ucraineană Осипенко) este un sat în comuna Dzerjînivka din raionul Solone, regiunea Dnipropetrovsk, Ucraina.

## Demografie
Componența lingvistică a localității Osîpenko
     Ucraineană (99,43%)
     Alte limbi (0,57%)
Conform recensământului din 2001, majoritatea populației localității Osîpenko era vorbitoare de ucraineană (99,43%), existând în minoritate și vorbitori de alte limbi.